# Explorer 16
L'Explorer 16 fu un satellite statunitense appartenente al Programma Explorer e il secondo destinato a studiare i micrometeoriti nelle vicinanze della Terra, la loro distribuzione e le probabilità di impatto con una sonda, il suo predecessore fu l'Explorer 13.

## La Missione
Explorer 16 fu lanciato il 16 dicembre del 1962 tramite un vettore Scout dal sito missilistico delle Wallops Island.
L'immissione in orbita fu perfetta con dati orbitali: 750×1.181 km, durata 104,3 minuti. La sonda operò perfettamente per sette mesi e completò tutti i punti della missione.
Rientrò nell'atmosfera nel luglio 1963.

## Il Satellite
Explorer 16 era di forma cilindrica con altezza di 1,93 m e diametro 61 cm.
A bordo ospitata una cella al solfuro di cadmio, una griglia costituita da cavi elettrici, rilevatori piezoelettrici, una camera pressurizzata e un rilevatore di micrometeoriti.